# Minderheid in eigen land
Minderheid in eigen land - Hoe progressieve strijd ontaardt in genocide en ANC-apartheid is het tweede boek van de Nederlandse PVV-politicus Martin Bosma. Het polemiserende boek geeft een visie op de geschiedenis van Zuid-Afrika vanaf de koloniale tijd: de Afrikaners, de apartheid en het verzet daartegen, het beleid van de door het Afrikaans Nationaal Congres (ANC) geleide regeringen sinds de omwenteling in de jaren negentig. De relaties tussen Nederland en Zuid-Afrika zijn de andere rode draad in het boek, van de Nederlandse steun aan de Boeren eind negentiende eeuw tot de steun aan het ANC en andere anti-apartheidsgroepen in Zuid-Afrika vanaf de jaren zestig. Bosma is zeer kritisch over het ANC en de Nederlandse sympathisanten: volgens hem zijn blanken in Zuid-Afrika een onderdrukte minderheid geworden en dreigt dat in Nederland ook te gebeuren met de autochtone Nederlanders. Volgens critici draagt Bosma in het boek vooral het PVV-programma uit, waarbij de historische betrouwbaarheid van de informatie op het tweede plan is gekomen.

## Inhoud
Deze sectie is voor een belangrijk deel ontleend aan de achterkant van het boek.
Het ANC besefte in de jaren zeventig dat de blanke regering op haar einde liep en dat de apartheid niet lang zou voortduren. De demografie maakte geen andere uitkomst mogelijk dan een machtsovername door de zwarte meerderheid. De enige variabele was de vraag welke organisatie vervolgens aan de macht zou komen. Het ANC ging zich daarom richten op het uitschakelen van de grootste anti-apartheidsbeweging van het land, Inkatha, geleid door Mangosuthu Buthelezi. De "Volksoorlog" vindt zijn oorsprong in de reis van de top van het ANC naar Vietnam, vlak nadat het land in 1975 de oorlog tegen de Verenigde Staten won. De communistische regering van dat land onderwees het ANC hoe het aan de macht kon komen, namelijk door een nietsontziende oorlog waarin alles is geoorloofd en propaganda een cruciale rol speelt.
De Volksoorlog kostte uiteindelijk aan 20.500 mensen – vooral Zoeloes – het leven, onder meer door het 'autobanden' van tegenstanders – waarbij mensen werden vastgebonden in een autoband die vervolgens met benzine in brand werd gestoken. In totaal werden vierhonderd leden uit de top van Inkatha vermoord, vaak op gruwelijke wijze.
Het ANC was volgens Bosma een mantelorganisatie van de Zuid-Afrikaanse communistische partij en werd tijdens de Volksoorlog gefinancierd door de Sovjet-Unie en de DDR. De organisatie stond alleen open voor zwarten. Blanken, Indiërs en kleurlingen werden geweigerd. Dat stond haaks op de non-raciale propaganda van de organisatie. Ook schrijft Bosma dat het ANC er martelkampen op na hield en mensen spoorloos liet verdwijnen.

### ANC-sympathisanten
In Nederland waren er veel sympathisanten van het ANC. Minister Jan Pronk begon met het financieren van het ANC in 1977. Ook was er financiële steun voor organisaties die het ANC onvoorwaardelijk steunden, zoals de Anti-Apartheidsbeweging Nederland (AABN) van Conny Braam (waarvan het bestuur meestal volledig bestond uit CPN’ers) en het Komitee Zuidelijk Afrika, geleid door Sietse Bosgra. Deze organisaties zetten zich ook in voor de bevrijdingsbeweging van Rhodesië (het huidige Zimbabwe); de ZANU van Robert Mugabe. Jarenlang werden er acties, bezettingen en demonstraties door sympathisanten van het ANC georganiseerd. Een kabinet viel bijna over een mogelijke olieboycot van Zuid-Afrika, zoals een wens was van het ANC.
Veel bekende Nederlanders hielpen het ANC. Boris Dittrich, later Kamerlid voor D66, huisvestte het ANC in zijn advocatenkantoor in Amsterdam. Adriaan van Dis onderging volgens Bosma een training teneinde het ANC te helpen bij de ondergrondse strijd.
De organisatie Omroep voor Radio Freedom zamelde geld in voor Radio Freedom, de zender van het ANC die cruciaal was in de Volksoorlog. Het ANC in ballingschap had geen andere mogelijkheid om vanuit het buitenland te communiceren met haar aanhangers binnen Zuid-Afrika. Bosma stelt in zijn boek dat de Volksoorlog in wezen een genocide was op de Zoeloes, verenigd in Inkatha. Dat maakt volgens hem de mensen die deze zender hielpen medeplichtig aan deze genocide.
Omroep voor Radio Freedom werd lange tijd geleid door presentatrice Maartje van Weegen. Ook het huidige D66-Kamerlid Pia Dijkstra maakte jarenlang deel uit van het bestuur. Freek de Jonge zamelde er geld voor in. Daarnaast werd de zender gefinancierd door de NOS, waarvan toen Erik Jurgens voorzitter was, later senator voor de PvdA.
Na de afschaffing van de apartheid zond de zender uit vanuit Johannesburg. Omroep voor Radio Freedom maakte miljoenen guldens naar dit project over. Het gelegaliseerde Radio Freedom ging echter al na een paar dagen uit de lucht. Waar het hulpgeld is gebleven, is nooit duidelijk geworden. Bosma houdt Van Weegen verantwoordelijk voor het verdwijnen van miljoenen guldens.
De Nederlandse anti-apartheidsorganisaties steunden het ANC onvoorwaardelijk. Daarbij werd Zuid-Afrika een gouden toekomst toegedicht als het ANC aan de macht zou komen. In zijn boek onderzoekt Bosma wat er van die beloften terecht is gekomen. Volgens hem kent geen land ter wereld meer rassenwetten dan het “nieuwe Zuid-Afrika”: 114. Dat is meer dan de 17 onder de oude apartheid. Bosma munt in zijn boek de term ‘ANC-apartheid’ voor de huidige rassenwetten, die vele blanken buiten de arbeidsmarkt houden en veroordelen tot een leven in krotten.

## Diversen
Bosma begint zijn boek met een blik op de Afrikaners, de blanken die een taal spreken die zeer nauw verwant is aan het Nederlands. In het centrale Hogeveld (Hoëveld), nu de plek waar Pretoria en Johannesburg liggen, waren zij ooit de meerderheid. Nu vormen zij in Zuid-Afrika een kleine en onmachtige minderheid, die haar cultuur bedreigd ziet. In zijn boek werpt Bosma de vraag op of de Nederlanders op dezelfde wijze een minderheid in eigen land moeten worden.
Het boek is ten dele gebaseerd op het boek The People’s War van de Zuid-Afrikaanse onderzoekster Anthea Jeffery. Hoogleraar Stephen Ellis van het African Studies Centre in Leiden, uit wiens werk uitvoerig door Bosma wordt geput, beklaagde zich op 1 juni 2015 over de vele incorrecte citaten en het feit dat hem meermaals – ten onrechte – in de mond wordt gelegd dat het ANC volgens hem "een criminele organisatie" zou zijn.
Het boek werd in 2015 uitgegeven door Uitgeverij Van Praag in Amsterdam. De omslag toont burgemeester Ed van Thijn van Amsterdam, die met gebalde vuist Nkosi Sikelel' iAfrika, het lied van het ANC, zingt.
Bosma heeft in de Tweede Kamer oud-minister Jan Pronk genoemd als iemand die vier genociden heeft gefinancierd. Behalve aan het ANC, gaf hij ook financiële steun aan de ZANU van Robert Mugabe, de MPLA in Angola en het Frelimo in Mozambique. Al deze organisaties worden ervan beschuldigd massamoorden te hebben gepleegd. Als lid van de commissie Binnenlandse Zaken en Koninkrijksrelaties verzette Bosma zich ertegen dat Pia Dijkstra voorzitter van deze commissie zou worden. Volgens Bosma werkte Dijkstra door haar werk voor Radio Freedom actief mee aan genocide.

## Recensies
Elsevier-columnist Gerry van der List vindt Minderheid in eigen land een "belangwekkend, prikkelend boek dat aan het denken kan en moet zetten". De parallel die Bosma met de huidige Nederlandse demografische situatie trekt doet hem echter "geforceerd" aan, en volgens hem kan Bosma "zijn zorgen om de toenemende invloed van allochtonen beter in een ander boek behandelen". Volgens Van der List ligt het belang van het boek vooral in "de scherpe analyse van progressieve kortzichtigheid", "de neiging om blindelings de kant te kiezen van het verzet tegen een verwerpelijk regime".
NRC-journalist Toef Jaeger benadrukt in haar recensie dat het Bosma klaarblijkelijk vooral om iets heel anders dan Zuid-Afrika te doen is, namelijk te waarschuwen voor wat hij in zijn boek "de omvorming van Nederland tot een multiculturele samenleving" noemt, "waarbij de oorspronkelijke Nederlanders een minderheid worden in eigen land", en voor "linkse" gevaren in het algemeen. "Dat de vrijheidsstrijd soms een vuile oorlog was, is waar – maar dat is bekend. Het gaat Bosma dan ook helemaal niet om Zuid-Afrika. zijn boek Minderheid in eigen land is weinig meer dan een uit zijn voegen spattende kamervraag van de PVV".
Historicus Bas Kromhout focust zich in een uitvoerige recensie vooral op de hoofdstukken over de geschiedenis van Zuid-Afrika, en komt tot de conclusie dat Bosma op een aantal cruciale punten de waarheid geweld aan doet. Zo plaatst Bosma bijvoorbeeld het geweld en de gruweldaden niet in z'n context, waardoor de suggestie wordt gewekt dat "het ANC op een kwade dag zomaar, zonder aanleiding, besloot terreuraanslagen te plegen". Wat Bosma hierbij onvermeld laat, is dat het ANC "tijdens de 48 jaar sinds haar oprichting in 1912 geprobeerd [had] met de blanke minderheidsregering in dialoog te komen, maar zonder enig resultaat. De rechten van niet-blanken werden alleen maar verder beknot". Een bewering als "Luthuli stemt in met het geweld" (p. 91) wordt weersproken door de bron die Bosma hiervoor zèlf aandraagt, waar letterlijk wordt gesteld dat Albert Luthuli "gewapende strijd nooit als ANC-beleid [heeft] geaccepteerd". Bij de volgens Bosma "bloedige" bomaanslagen van 16 december 1961 (p. 99) vielen in werkelijkheid geen slachtoffers, en dat was ook bewust zo gepland. Voor de stelling dat de SACP "altijd enthousiast de antisemitische terreur van Stalin [heeft] gesteund" (p. 13) biedt de aangedragen bron geen enkel aanknopingspunt. Kromhout komt na de behandeling van een groot aantal andere ommissies, hele en halve waarheden en feitelijke onjuistheden tot de conclusie dat weliswaar niet alles wat Bosma in zijn boek beweert "onzin" is, maar dat hij "op een aantal cruciale onderwerpen" – met verkeerd geciteerde bronnen, een onevenwichtige of feitelijk onjuiste presentatie van de geschiedenis – "uit de bocht vliegt", wat het boek volgens Kromhout "in hoge mate onbetrouwbaar" maakt.
In een uitvoerige bespreking in Christen Democratische Verkenningen stelt Theo Brinkel dat Zuid-Afrika in het boek "wordt behandeld als instrument om een politiek punt in Nederland te maken", en dat het land bij Bosma "een wapen in de strijd tegen linkse leugens" wordt, wat volgens hem de betrouwbaarheid niet zou helpen. Net als Kromhout haalt Brinkel als voorbeeld de door Bosma gebruikte these aan, dat het binnenland van Zuid-Afrika "leeg" zou zijn geweest toen de Afrikaners zich daar begin negentiende eeuw vestigden – een opvatting "die in de historische literatuur allang achterhaald is". De vijf kernpunten van het boek – dat het ANC niet de goede bevrijdingsbeweging zou zijn geweest, dat het ANC een nieuwe apartheid zou hebben gecreëerd, Bosma's veroordeling van "links Nederland" (dat in de strijd tegen apartheid willens en wetens de kant zou hebben gekozen van terroristen die een volksoorlog voeren), het gevaar van de multiculturele samenleving, en de boodschap dat autochtone Nederlanders als gevolg van "massa-immigratie" een soortgelijk lot als de blanke Zuid-Afrikanen staat te wachten – brengen Brinkel tot het oordeel dat de boodschap in het boek "het programma van de PVV" zou zijn, waarbij tegenover "het gewelddadige, martelende, communistische en corrupte ANC een romantisch beeld (...) van de geschiedenis van de Afrikaner" wordt neergezet. "Bosma’s boek is partijdig in de tegenstelling die hij oproept tussen Europa en Afrika. (...) Uit dit soort teksten stijgt indringend de muffe lucht van negentiende-eeuwse bibliotheken over de tegenstelling Europese beschaving versus Afrikaans barbarisme op".

## Bibliografische gegevens
- Martin Bosma: Minderheid in eigen land - Hoe progressieve strijd ontaardt in genocide en ANC-apartheid. Amsterdam, Bibliotheca Africana Formicae, 2015. ISBN 978-90-8591202-6